# Kapljičasta ljepljivica
Kapljičasta ljepljivica (lat. Limacella guttata) je jestiva gljiva iz porodice Amanitaceae. Živi kao razlagač u različitim tipovima šuma, a plodišta razvija u jesen. Vrlo je rijetka u Hrvatskoj, gdje su do sada poznata samo 3 nalazišta ove vrste, među kojima je i Sjeverni Velebit. Vrsta se nalazi na Crvenom popisu ugroženih gljiva Hrvatske, u kategoriji osjetljiva, i strogo je zaštićena zakonom.

## Opis
- Klobuk kapljičaste ljepljivice je širok od 5 do 12 centimetara, u mladosti polukuglast, zatim konveksan ili ravan, boje vrhnja, ružičast ili blijedoružičast; u centru je uvijek tamniji, mazav, zatim gladak i suh; ponekad može biti lagano naboran.
- Listići su gusti, široki, slobodni, u mladosti redovito orošeni bjelkastim kapljicama.
- Stručak je visok od 7 do 15 centimetara, prema dolje slabo ljuskast, na osnovi je gotovo gomoljasto zadebljan, bjelkastocrvenkast, iznad vjenčića svjetliji, pun; nosi širok opnast vjenčić orošen žućkastim kapljicama koje ostavljaju tragove sivosmeđih pjega.
- Meso je bijelo, krhko, vlaknasto, miris po brašnu, okus blag i ugodan.
- Spore su staklasto prozirne, okruglaste, 4,5 – 6,5 μm, otrusina bijela.

## Kemijske reakcije
U dodiru s fenolanilinom meso se oboji vinsko crveno, sa sulfovanilinom postaje ljubičasto, a s fenolom najprije nježno crveno, potom postaje ljubičasto.

## Stanište
Kapljičasta ljepljivica raste ljeti i u jesen po vlažnim crnogoričnim i bjelogoričnim šumama, po nekoliko primjeraka zajedno ili pojedinačno.

## Upotrebljivost
Kapljičasta ljepljivica je jestiva. Stari autori smatrali su je jestivom, dok je neki moderni autori smatraju otovnom.                                                                                                                                                                                             

## Sličnosti
Na prvi pogled podsjeća na mnoge vrste iz grupe sunčanica, međutim, prije svega mazav i gladak klobuk je nepogešivo odvajaju. Vrsta Limacella glioderma (Fr.) R. Mre. razlikuje se po tome što ima crvenosmeđi klobuk i što stručak nema širok opnast vjenčić, već samo ostatke sluzavog ovoja koji se kasnije osuši u vlaknaste čehice (pahuljice) bijelocrvenkaste boje. 

## Slike
|  |  |  |  |
|  |  |  |  |